# Potociîșce, Horodenka
Potociîșce (în ucraineană Поточище) este o comună în raionul Horodenka, regiunea Ivano-Frankivsk, Ucraina, formată numai din satul de reședință.

## Demografie
Componența lingvistică a comunei Potociîșce
     Ucraineană (99,93%)
     Alte limbi (0,07%)
Conform recensământului din 2001, majoritatea populației comunei Potociîșce era vorbitoare de ucraineană (99,93%), existând în minoritate și vorbitori de alte limbi.